# Louis Stien
Louis Stien, né le 25 janvier 1923 à Lys-lez-Lannoy (Nord) et mort le 26 mai 2011 à Louveciennes (Yvelines), est un officier français, chef de bataillon honoraire, Grand Officier de la Légion d'honneur, trois fois blessé au combat. Il a participé à trois conflits :  la 2e Guerre mondiale (dans la Résistance et la  1re Armée), la guerre d'Indochine (bataille de la RC4 suivie de 4 ans de camps) et la guerre d'Algérie.

## Formation
En 1939 Louis Stien entre à l'École Normale d'instituteurs du Nord (promotion 1939-1942).

## Parcours militaire

### Seconde Guerre mondiale
En 1943, il entre dans la Résistance au sein du MLN, et participe à des combats dans le Nord. Puis il intègre la 1re Armée de de Lattre de Tassigny.
En 1945 il intègre l'école de Coëtquidan (promotion "Victoire"), puis l'EAI (École de l'infanterie|École d'Application de l'Infanterie) à Auvours, dont il sort sous-lieutenant en avril 1947. Son classement lui permet de choisir la Légion étrangère et aussi de se porter volontaire pour passer le brevet parachutiste, à Pau, en mai 1947 (brevet no 9709).

### Légion étrangère et Indochine
Il est d'abord affecté au GPLEM (Groupement Porté de la Légion Étrangère au Maroc) dont le PC est à Agadir. Lui-même est affecté à la compagnie basée à Tiznit. En 1948, il est volontaire pour le 1er BEP (1er Bataillon Étranger Parachutiste), qui deviendra par la suite le 1er REP) en formation et fait partie des éléments fondateurs, en tant que chef de section dans la 2e Compagnie du capitaine Bouyssou.
Le 1er BEP arrive en Indochine en novembre 1948. De décembre 1948 à mai 1949, la 2e compagnie est envoyée sur la RC4, en remplacement de la compagnie parachutiste du 3e Étranger du lieutenant Morin, qui intègre le 1er BEP et le rejoint à Hanoï. La 2e compagnie sert de réserve d'intervention sur la zone frontière (de la Chine), pour renforcer des postes isolés ou escorter les convois : passant au milieu des calcaires et de la jungle, longeant la frontière de la Chine qui soutient le Viet-Minh depuis l'arrivée de Mao au pouvoir en 1949, la RC4 est déjà surnommée "la route du sang" tant les attaques de convois par le Viet-Minh y sont nombreuses et meurtrières. En mai 49, la 2e compagnie rejoint le reste du bataillon, à Hanoï. Le lieutenant Stien participe notamment aux opérations d'Hoa Binh, du col de Lung Vaï, de Vinh Yen, de ThatKhé, de Dong Khé.
Blessé lors de l'opération de Thai Binh, en février 1950, le lieutenant Stien devient - le temps de redevenir apte à la marche - adjoint du lieutenant Faulques, à qui est confiée la formation du Peloton d'Élevés Gradés (PEG) du bataillon. Il est instructeur en tir et armement. En mai 1950, il devient Officier de Renseignement du Bataillon, succédant au Lieutenant Morin.
En octobre 1950, c'est l'évacuation de Cao Bang et la bataille de la RC4. Le 1er BEP fait partie de la colonne Le Page, qui est censée se porter au secours de la colonne Charton. Le BEP est presque totalement anéanti, dans « une des batailles parmi les plus violentes de la guerre d’Indochine, la plus cruelle peut-être. Des chocs frontaux d’une violence inouïe, suivis d’innombrables combats entre groupes isolés, noyés dans l’obscurité et l’éternité de la jungle, luttant farouchement, au corps à corps, à l’arme blanche, dans une mêlée apocalyptique, les silences alternant dans la nuit avec les clameurs des combattants, les cris de rage et de douleur, le vacarme des armes répercuté à l’infini par les parois verticales des calcaires. L’angoisse, la souffrance, la détresse, le sursaut, le courage, la mort. » (Hélie de Saint-Marc, préface des « Soldats Oubliés »).
Le lieutenant Stien est fait prisonnier le 8 octobre 1950 et reste prisonnier est détenu pendant 4 ans au camp no 1 (camp ‘itinérant’, réservé aux officiers). Libéré en 1954, il fait partie des 30 % de prisonniers qui ont survécu à la captivité.

### Algérie
En juillet 1955, il est affecté comme capitaine au 18e RIPC, régiment d'appelés, basé à Pau. Le chef de corps en est à ce moment le colonel Ducournau. Le 18e RIPC est le premier régiment d'appelés à prendre part aux opérations de ce qu'on n'appelle pas encore "la guerre d'Algérie". C'est donc en Algérie que le capitaine Stien rejoint son régiment en tant qu'OR. En septembre 1955, il retourne à Pau pour le commandement d'une compagnie au Centre d'Instruction, au camp d'Idron.
Le 1er octobre 1956 il est muté au 5e bureau (Bureau d'Action Psychologique) à Alger, pour travailler au sein d'une nouvelle section, créée par le commandant Dadillon : la section des "officiers itinérants". Le capitaine Stien accepte ce poste pour un an. En octobre 1957, il retrouve le 18e RIPC, devenu entretemps le 18e RCP. Il est OR (Officier de Renseignement) pendant 6 mois, puis commande une compagnie de combat, la 1re compagnie. Le régiment mène des actions dans les Aurès et près du barrage de la frontière tunisienne.
En octobre 1958, il est affecté à l'ETAP à Pau : il est responsable du 3e Bureau, puis commandant de la compagnie de commandement et des services (CCS). Son supérieur immédiat est le commandant Guiraud, adjoint au commandant de l'ETAP, et ancien chef de corps du 1er BEP à Dien Bien Phu. Fin 1960, sentant un décalage croissant entre les objectifs demandés aux officiers sur le terrain et le discours politique, il demande sa mise en disponibilité de l'Armée, qui lui est accordée en janvier 1961.

## Carrière civile
En 1961, il commence une deuxième carrière dans l'industrie : d'abord chef du personnel chez Breguet à Douai, puis, en 1966, directeur du personnel chez Corona à Valenciennes. Il prend sa retraite en 1980.

## Ouvrage
Dans son livre de témoignage sur les camps vietmins Les soldats oubliés, (prix Raymond Poincaré 1993), préfacé par Hélie Denoix de Saint-Marc, Louis Stien fait le récit de la bataille de la RC4 et de ses quatre années de captivité.